# Liste der Baudenkmäler in Leithe (Essen)
Die Liste der Baudenkmäler in Leithe (Essen) enthält die denkmalgeschützten Bauwerke auf dem Gebiet von Essen-Leithe, Stadtbezirk VII, in Nordrhein-Westfalen (Stand: Januar 2016). Diese Baudenkmäler sind in der Denkmalliste der Stadt Essen eingetragen; Grundlage für die Aufnahme ist das Denkmalschutzgesetz Nordrhein-Westfalen (DSchG NRW).

| Bild                         | Bezeichnung                  | Lage                         | Beschreibung | Bauzeit                | Eingetragen seit   | Denkmal- nummer |
| ---------------------------- | ---------------------------- | ---------------------------- | --- | ---------------------- | ------------------ | --------------- |
| Hofanlage Köllmann           | Hofanlage Köllmann           | Im Helf 10 Karte             | | 1809                   | 13. September 1990 | 631             |
| Fachwerkhaus                 | Fachwerkhaus                 | Kemnastraße 51 Karte         | | frühes 19. Jahrhundert | 10. Juli 1986      | 131             |
| Hof Schulte-Ising            | Hof Schulte-Ising            | Meistersingerstraße 76 Karte | | 1890                   | 10. August 1989    | 523             |
| Wohn- und Gaststättengebäude | Wohn- und Gaststättengebäude | Munscheidstraße 17 Karte     | auf dem Gebiet des ehemaligen Hofes Schulte-Brüning errichtet, dessen Geschichte als ehemaliger Lehnshof der Abtei Deutz bis 1327 zurückverfolgt werden kann | um 1850/1860           | 14. November 1991  | 744             |